# Xanthipposz (Periklész apja)

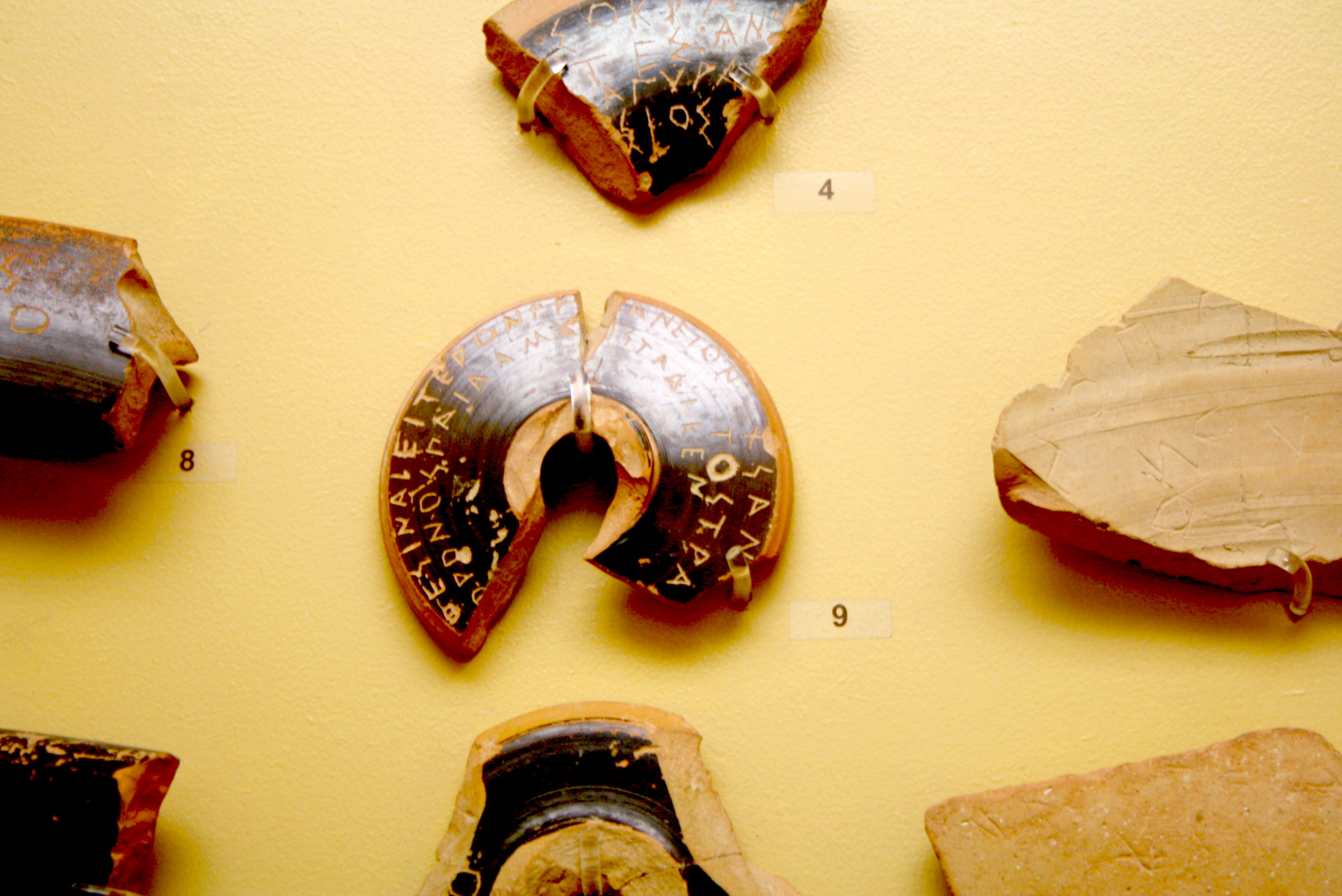
Xanthipposz neve cseréptöredéken (i. e. 484)

Xanthipposz (Ξάνθιππος) (i. e. 520?–i. e. 479 után), Ariphron fia, Periklész apja, a görög–perzsa háborúk kiemelkedő athéni hadvezére, i. e. 479-ben Athén arkhón epónümosza volt. 
i. e. 489-ben ő volt a fő vádlója Miltiadésznak, akit sikertelen pároszi hadjárata után hazaárulással vádoltak.
i. e. 484-ben ő lett az első ismert cserépszavazás áldozata Themisztoklész ellenében, száműzetésbe kellett mennie, ahonnan i. e. 481-ben a fokozódó perzsa veszély miatt visszahívták.
i. e. 479-ben ő lett Themisztoklész után az athéni flotta főparancsnoka. Ő vezette az athéni flottát a mükaléi csatában, ahol a görög flotta főparancsnoka a spártai Leótükhidasz volt, és ahol a görögök döntő győzelmet arattak a perzsák felett.
A spártaiak ezután visszavonultak a hellén ligából és Xanthipposz vezette a görögöket Szésztosz ellen, amit egy téli ostrom után elfoglaltak és a perzsa satrapát, Artaüktészt is elfogta és kiszolgáltatta őt az eleusziak bosszújának, akik keresztre feszítették őt.
Feleségül vette Agarisztét, Kleiszthenész unokahúgát. 
Agariszté álmában oroszlánt szült, pár nappal később világra hozta Periklészt.